# 중복편모충류
중복편모충류(重複鞭毛蟲類, diplomonads)는 편모충류 분류군의 일종으로 이들의 대부분은 기생생물이다. 이 분류군에 포함되는 가장 대표적인 종으로 개흡반편모충(Glardia canis)과 사람에게 편모충증(람블편모충증)을 일으키는 람블편모충(Giardia lamblia) 등이 있다. 메타모나다에 속하며, 특히 레토르타모나스류와 가장 가까운 친척 관계에 있다. 2개 과로 이루어져 있다.

## 하위 과
- 맹장염편모충과 또는 장편모충과 (Enteromonadidae)
  - 장편모충속 (Enteromonas)
  - Trimitus
- 육편모충과 (Hexamitidae)
  - 스피로누클레우스속 (Spironucleus)
  - 육편모충속 (Hexamita)
  - 람블편모충속 (Giardia)
  - 옥토미투스속 (Octomitus)